# Тунчев, Александр
Александр Благов Тунчев (болг. Александър Благов Тунчев; род. 10 июля 1981, Пазарджик) — болгарский футболист, защитник; тренер. Выступал за сборную Болгарии.

## Карьера
Тунчев начал футбольную карьеру в родном городе Пазарджик, выступал за местную команду «Хебыр». После этого он играл за «Беласицу» Петрич. В июне 2002 года перешёл в «Локомотив» Пловдив. Именно в этом клубе Тунчев по-настоящему раскрылся. Отыграв 4 года в Пловдиве, будучи уже игроком сборной, Тунчев переходит в самый титулованный клуб Болгарии — софийский ЦСКА. В течение последующих двух сезонов защитник регулярно выходил на поле в основном составе, а в 2007 году надел капитанскую повязку.
5 июля 2008 года состоялся официальный переход Тунчева в «Лестер Сити», сумма сделки составила 375000 фунтов стерлингов. Болгарский защитник дебютировал в матче против «Милтон-Кинс Донс», в котором «Лестер Сити» одержал победу 2:0. 9 августа 2009 года Александр Тунчев забил свой первый гол в Англии, случилось это в матче против «Уолсолла» (2:2). В первом же сезоне Тунчев стал лидером обороны «Лестера».
14 января 2009 года в матче Кубка Англии против «Кристал Пэлас» Тунчев получил тяжёлую травму — разрыв крестообразных связок на правом колене. Тем не менее по итогам сезона 2008/09 «Лестер Сити» стал чемпионом в Первой лиге и вышел в Чемпионшип.
20 июля 2009 года защитник полностью восстановился после травмы и вышел на поле в товарищеском матче против «Мансфилд Таун». 26 сентября того же года в матче Кубка лиги против «Престон Норт Энд» Тунчев вновь получил травму, на этот раз пострадало левое колено. Только в начале октября болгарский защитник приступил к тренировкам. Считалось, что в ноябре он уже сможет заниматься в общей группе, но руководство клуба не спешило возвращать Тунчева в основной состав, опасаясь рецидива травмы. Срок реабилитации затянулся, в начале февраля 2010 года футболист прошёл обследование в Барселоне. 4 февраля 2010 года менеджер команды Найджел Пирсон заявил, что Тунчев вряд ли сможет выйти на поле до конца сезона. 2 марта 2010 года футболисту была сделана ещё одна операция.
25 апреля 2011 года болгарский защитник сыграл свой первый официальный матч с сентября 2009 года. 7 мая Тунчев вышел на замену в матче против «Ипсвич Таун». «Лестер» закончил чемпионат на 10 месте, а Тунчев из-за травм колена сыграл только пять игр в двух сезонах.
После первого успешного сезона и несмотря на травмы в последующих, руководство «Лестера» продлило контракт с болгарским защитником до 2012 года. И вскоре Тунчев был отдан в аренду в «Кристал Пэлас» на 3 месяца, за это время он отыграл 10 матчей.
После окончания аренды Тунчев вернулся в «Лестер Сити». Найджел Пирсон, который изначально привёл его в Англию, возлагал большие надежды на защитника. И 2 января 2012 года он вновь играл в основном составе как раз против «Кристал Пэлас», и этот матч был выигран со счётом 2:1.

## В Сборной
В национальной сборной Александр Тунчев дебютировал 15 августа 2005 года в матче против сборной Турции, в котором Болгария одержала победу 3:1. Футболист стал основным игроком сборной и регулярно выходил на поле в официальных и товарищеских матчах. 11 октября 2006 года Тунчев забил свой первый гол за сборную Болгарии в отборочном матче Евро-2008 против Люксембурга.

## Достижения
Локомотив (Пловдив)
- Чемпион Болгарии: 2004
- Обладатель Суперкубка Болгарии: 2004

 ЦСКА (София)
- Чемпион Болгарии: 2008
- Обладатель Кубка Болгарии: 2006
- Обладатель Суперкубка Болгарии: 2006

 Лестер Сити
- Чемпион Первой лиги: 2008/09